# ナイメーヘンのファルクホフ城塞
『ナイメーヘンのファルクホフ城塞』（ナイメーヘンのファルクホフじょうさい、蘭: Het Valkhof te Nijmegen、英: The Valkhof at Nijmegen）は、17世紀オランダ絵画黄金時代の画家アルベルト・カイプが板上に油彩で制作した風景画である。おそらく1652-1654年に描かれた。現在、インディアナポリス美術館に所蔵されている。

## 作品
本作は、オランダの風景画の典型的な例である。漁師が乗った小舟がロブスターを捕まえようと待ち構えている。2頭の肥えた牛が、牧童および2人の人物のそばで川岸に寝そべっている。焦点となっている牧童の赤い衣服が鑑賞者の視線を引き込み、画面の残りの抑制された色調から際立つ。川の反対側に浮かび上がる中世の建築物が夕日のような金色の光を浴びている。川岸の小舟がのどかに浮かんでおり、水面は静かである。風車が画面中央の断崖からそびえ、小さな断片のような雲が上空に漂っている。全体として、平穏と静けさの感覚が画面を覆っており、牛、人々、水面すべてが絵画の平穏な特質を共有している。
ナイメーヘンの町はこの時代の画家たちに人気があったが、それはファルクホフのある町の歴史が強い愛国心と結びついたことによる。ファルクホフは、1世紀にローマ人に対する反乱でバタヴィア人を率いたガイウス・ユリウス・キウィリスの城塞であった 。当時のオランダ人には、スペインとハプスブルク家に対する反乱が古代の歴史と重ねられたのである。
本作の場面はカイプが1652年にナイメーヘンに旅行した際のスケッチにもとづいているが、彼はイタリアの風景を思わせる暖かな光で画面を変貌させている。カイプが採用したこの風景画の様式は、彼の絵画の特徴となった。後に、カイプの作品は、ジョゼフ・マロード・ウィリアム・ターナーを含む19世紀の風景画家たちに深い影響を与えている。
カイプが光に浸された主題を描いたことから、彼はバロック時代のイタリアから多くの芸術的感化を受けたユトレヒトで制作していたと想定されている。なお、カイプはほとんどの作品に制作年を記しておらず、本作の制作時期も推定によるものである。

## 来歴
本作の来歴は、遅くとも1826年以来、ザクセン＝コーブルク＝ゴータ公国に所有されていたことまでさかのぼることができる。1937年4月には、美術史家兼画商であったエドゥアルト・プリーツシュ (Eduard Plietzsch) に売却され、続いて同年7月にはウィーンのガラリー・ザント・ルーカス (Galarie St. Lucas) に売却された。1943年に、本作は、キャロライン・マーモン・フェスラー (Caroline Marmon Fesler) から現在のインディアナポリス美術館であるジョン・ヘロン美術研究所 (The John Herron Art Institute) に寄贈された。